# Кайнар (Талгарський район)
Кайна́р (каз. Қайнар) — село у складі Талгарського району Алматинської області Казахстану. Входить до складу Кайнарського сільського округу.
Населення — 867 осіб (2021; 504 у 2009, 289 у 1999, 100 у 1989).